# Laukas härad
Laukas härad är ett före detta härad i Vasa län, därefter i Mellersta Finlands län i Finland. Häradet bildades 1836 genom delning av Korsholms södra härad.
Ytan (landsareal) var 9135,1 km² 1910; häradet hade 31 december 1908 79.531 invånare med en befolkningstäthet av 8,7 inv/km².

## Landskommuner
De ingående landskommunerna var 1910 som följer:
- Jyväskylä landskommun, finska: Jyväskylän maalaiskunta
- Karstula
- Kivijärvi
- Konginkangas (Kömi)
- Laukas, finska: Laukaa
- Petäjävesi
- Pihtipudas
- Pylkönmäki
- Saarijärvi
- Sumiais, finska: Sumiainen
- Toivakka
- Urais, finska: Uurainen
- Viitasaari

Äänekoski bildades ur delar av Laukas och Saarijärvi 1912. Häradet delades 1916; Karstula, Kinnula, Kivijärvi, Konginkangas, Pihtipudas, Pylkönmäki, Saarijärvi, Sumiais, och Viitasaari bildade då Viitasaari härad, medan Keuru, Muldia och Pihlajavesi överfördes från Kuortane härad. Äänekoski delades 1932 i Suolahti köping, Äänekoski köping och Äänekoski landskommun. Dessa tre kommuner samt Urais fördes 1953 till Viitasaari härad. När Mellersta Finlands län bildades 1960 fördes Laukas härad till det nya länet, med vissa förändringar. Hankasalmi överfördes från Rautalampi härad, Joutsa, Leivonmäki och Luhango från Heinola härad, och Keuru, Muldia, Petäjävesi och Pihlajavesi till Jämsä härad.